# Посёлок отделения № 3 совхоза «Усть-Медведицкий»
Посёлок отделения № 3 совхоза «Усть-Медведицкий»  — поселок в Серафимовичском районе Волгоградской области. 
Входит в состав  Песчановского сельского поселения.

## География
В посёлке имеются три улицы: Запрудная, Советская и Степновская.

## Население
| 2010 |
| ---- |
| 63   |